# Sua Majestade Fidelíssima
Sua Majestade Fidelíssima (abreviação: S.M.F.) ou Fidelíssimo é o título dado pela Igreja Católica Apostólica Romana à Coroa Portuguesa, que foi concedido a el-rei D. João V no século XVIII pelo Papa Bento XIV, em 1748. O título estende-se, portanto, a todos os reis posteriores à data de atribuição.